# Maria Baranowska
Maria Franciszka Baranowska z domu Płażek (ur. 29 lutego 1884 we Lwowie, zm. 26 czerwca 1912 w Zakopanem) – polska poetka i dramatopisarka.

## Życiorys
Córka Edwina Płażka. Od młodego wieku publikowała wiersze we Lwowie pod pseudonimem „Płażkówna”. W 1908 wyszła za mąż za Dantego Baranowskiego – aktora i reżysera sezonowych teatrów w Zakopanem i Krynicy (późniejszego kierownika literackiego Teatru Polskiego w Poznaniu). W 1912 osiadła na stałe w Zakopanem z powodu choroby płuc, ale wkrótce zmarła, mając 28 lat. Pochowana na Nowym Cmentarzu w Zakopanem. Autorka sztuk: Siłacz, Credo i Lilith. Sztuka Lilith była wystawiana pośmiertnie w Krakowie, a w roli głównej obsadzono Irenę Solską.

## Twórczość
- nowele Obudzeni
- dramat Credo
- Siłacz
- Lilith